# Calle Chapitela (Pamplona)
Chapitela es una calle de Pamplona que une la Plaza del Castillo (en su parte norte) con la calle Mercaderes dentro de la Ciudad de la Navarrería. Su nombre se explica por la presencia en la Edad Media del mercado real o chapitel. Ha sido siempre una de las calles más comerciales de la ciudad.

## Contexto histórico
Aunque su nombre está relacionado con el antiguo mercado del chapitel existente, en 1545 aparece mencionada como calle del Almudí Viejo.
Con el nombre actual aparece en el siglo XVIII de forma casi ininterrumpida hasta ahora. Hubo un período de tiempo que se la llamó "Calle de los Héroes de Estella", cuando en 1873 se solicitó cambiar el nombre «para conmemorar la heroica defensa que de ella hicieron aquellos bravos voluntarios», en referencia al batallón de voluntarios conocido como la Libertad de Estella. En la sesión del ayuntamiento de Pamplona de 23 de octubre de 1936 se volvió a su nombre actual.
En una esquina con la Plaza del Castillo está el Hotel La Perla en cuyo solar había un rincón con «una pequeña plazoleta de la que partía una calleja, comprendida entre las traseras de las casas de las calles de Chapitela y Estafeta. Aquí se hallaba el Rincón de la Sal, donde estaba la Lonja que servía de almacén y distribución de este indispensable artículo de primera necesidad. Al construirse más tarde el hotel, quedó el callejón convertido en patio. Pero conservando el ayuntamiento su propiedad y obligación de su cuidado y limpieza.»
Mientras la Plaza del Castillo fue coso taurino (hasta 1843), la calle Chapitela vio pasar el "encierro" procedente «de las inmediaciones del Portal de la Rochapea» como lugar de entrada en la plaza.
Durante unas excavaciones realizadas en 1945 en el sótano del número 19, el arqueólogo Blas Taracena encontró los «restos de un tambor y lienzo de la muralla romana, revestida de sillares de mediano tamaño, lienzo que va en dirección perpendicular a la calle» lo que, en opinión del historiador Juan José Martinena, «estos restos defensivos habían sobrevivido durante la Edad Media como parte del recinto amurallado de la Navarrería».

Algunos edificios de la calle
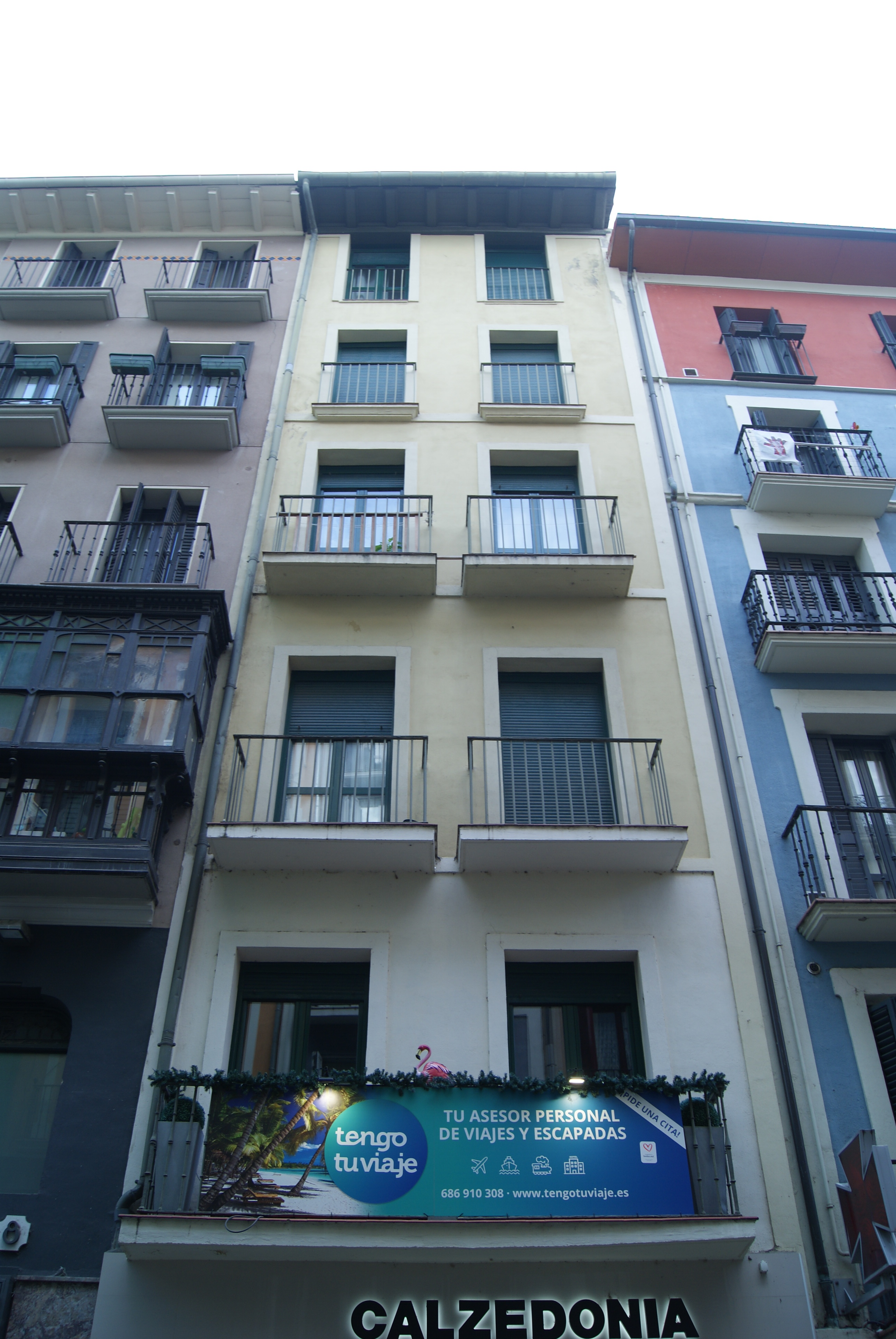
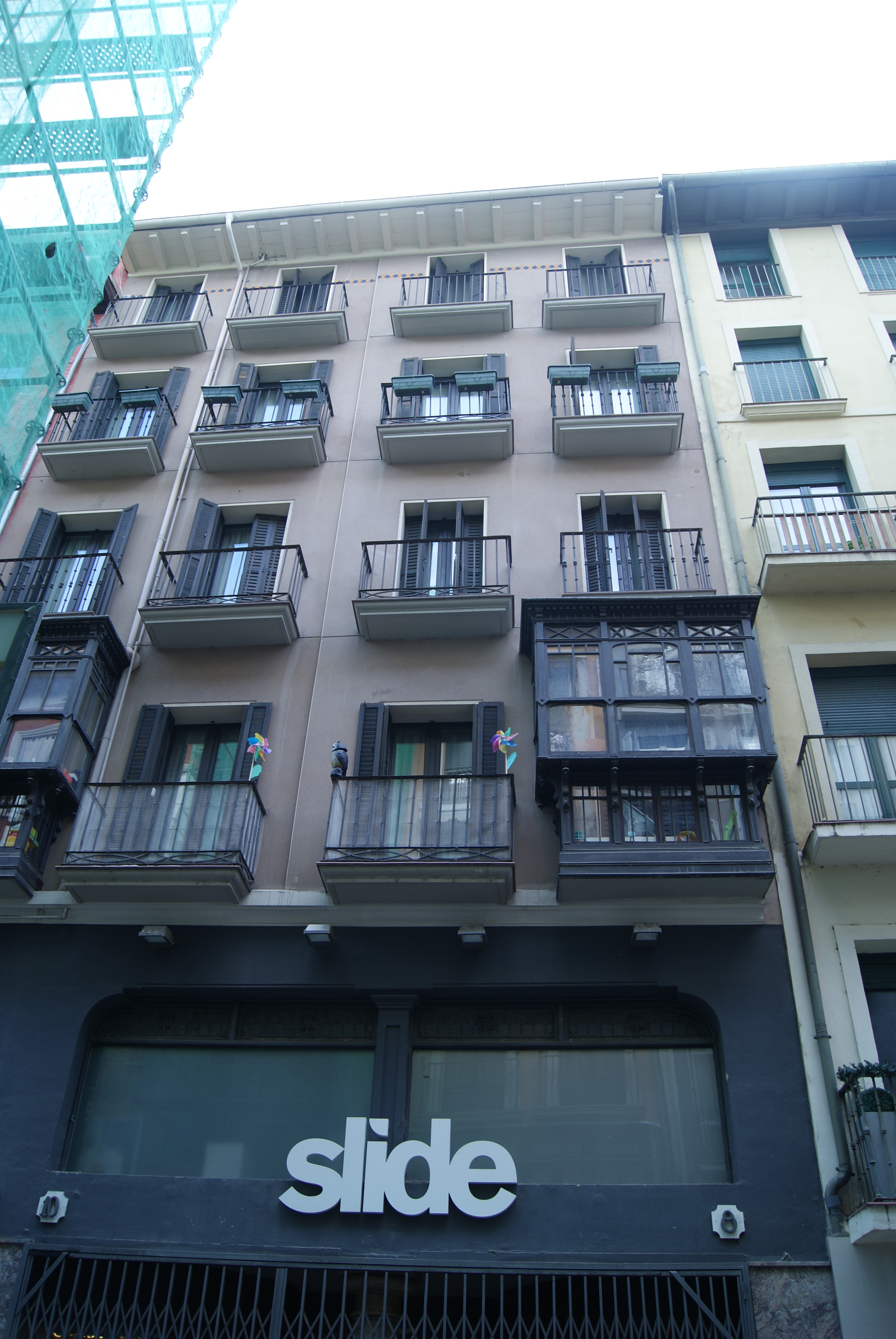
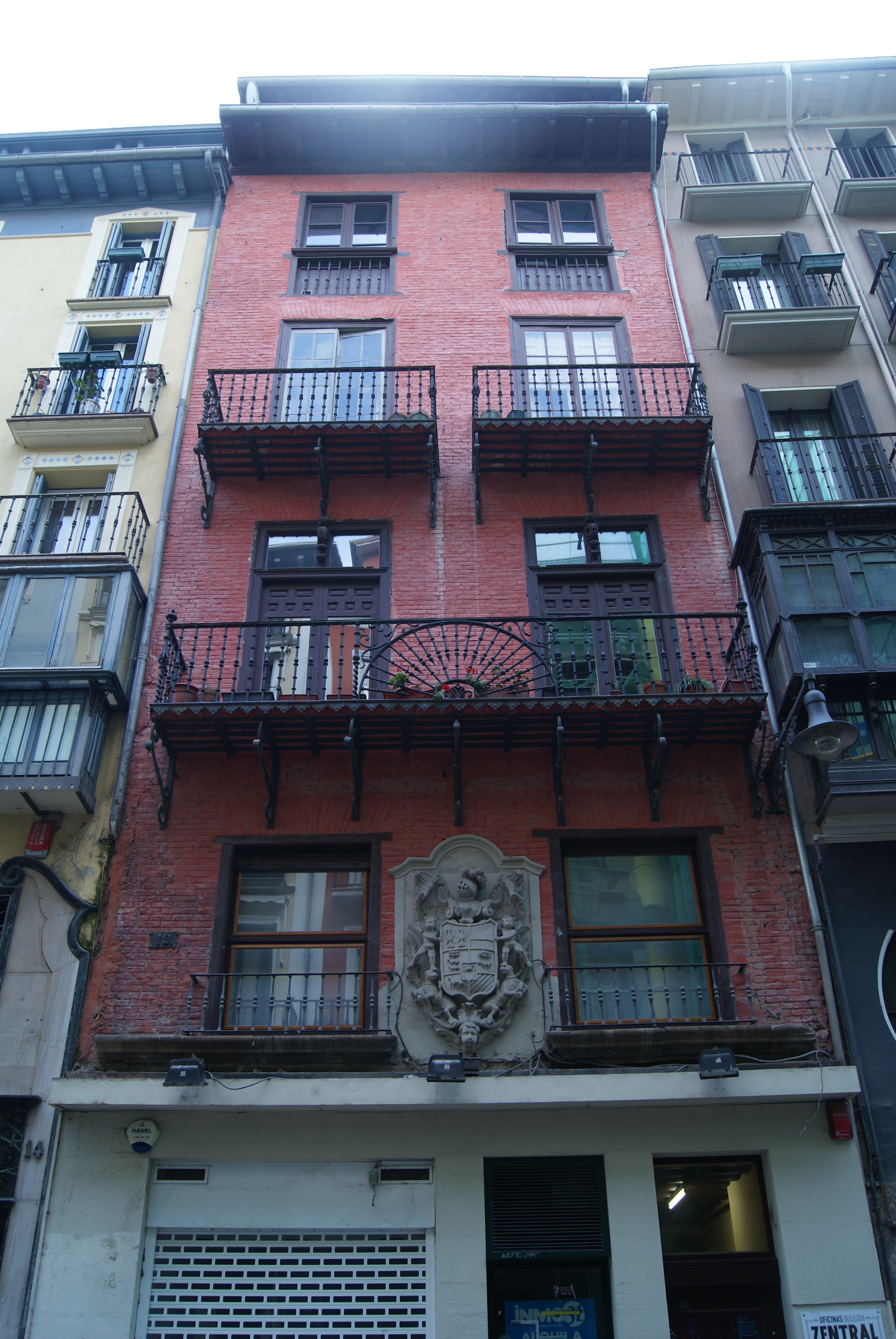
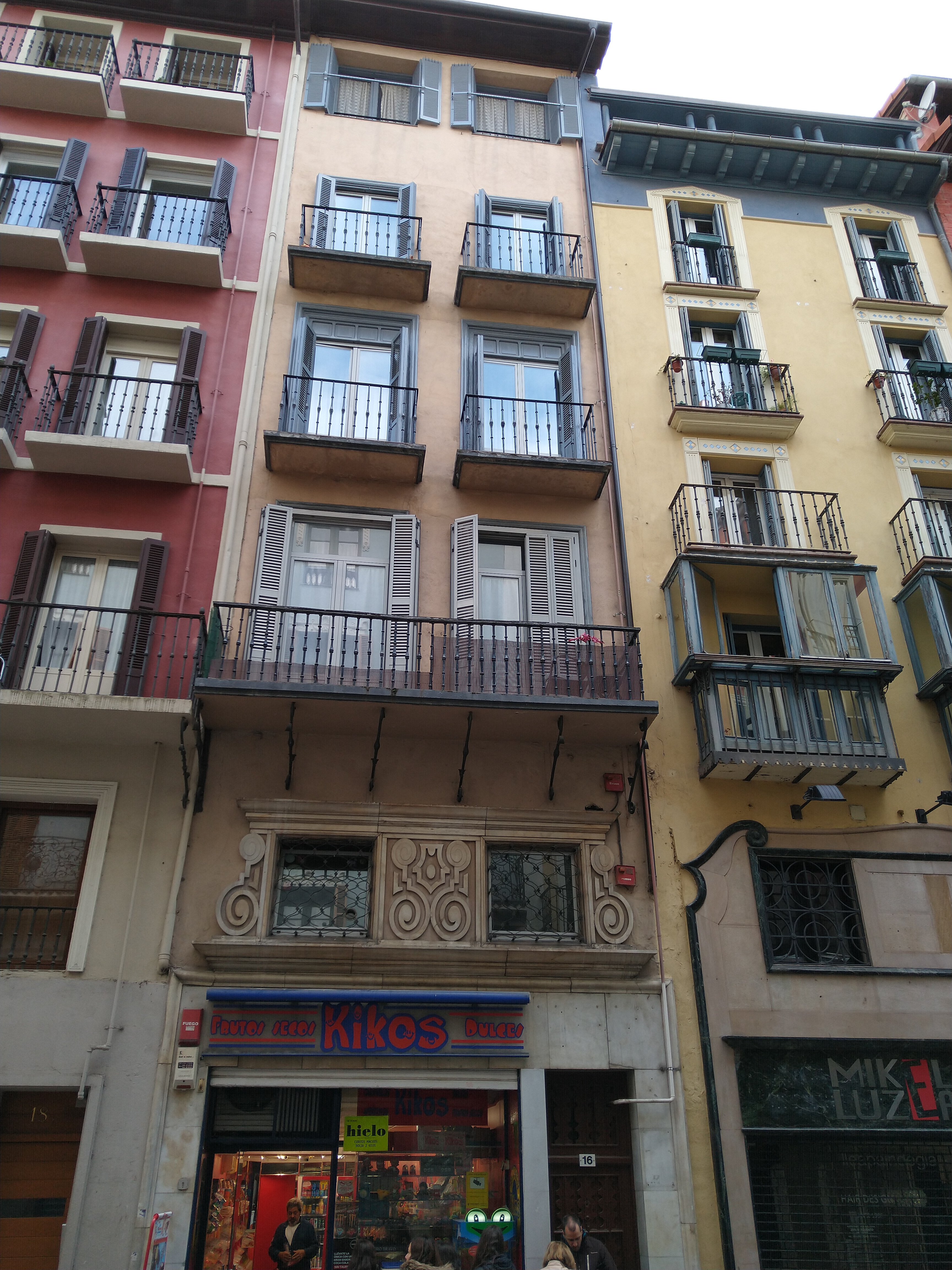
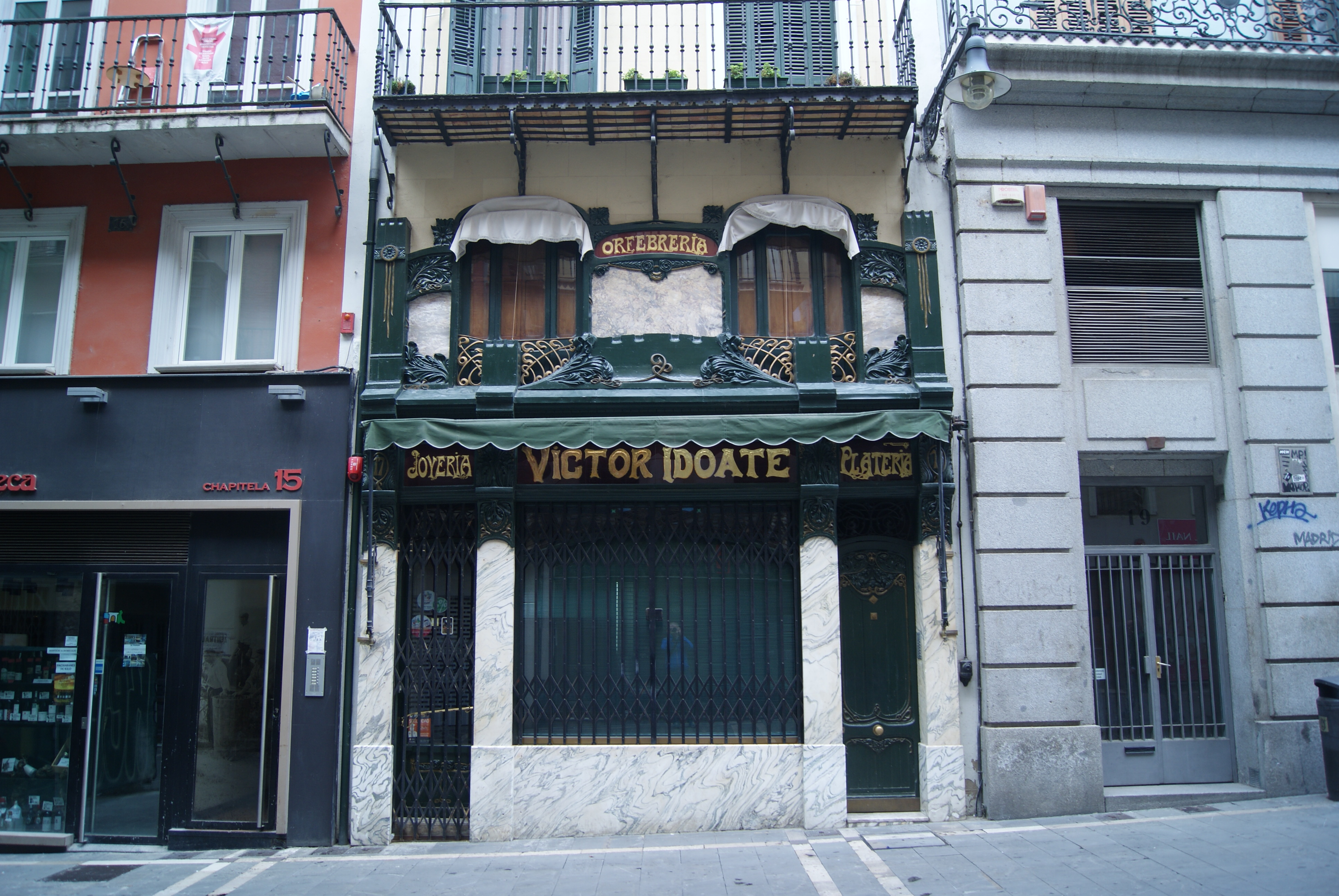
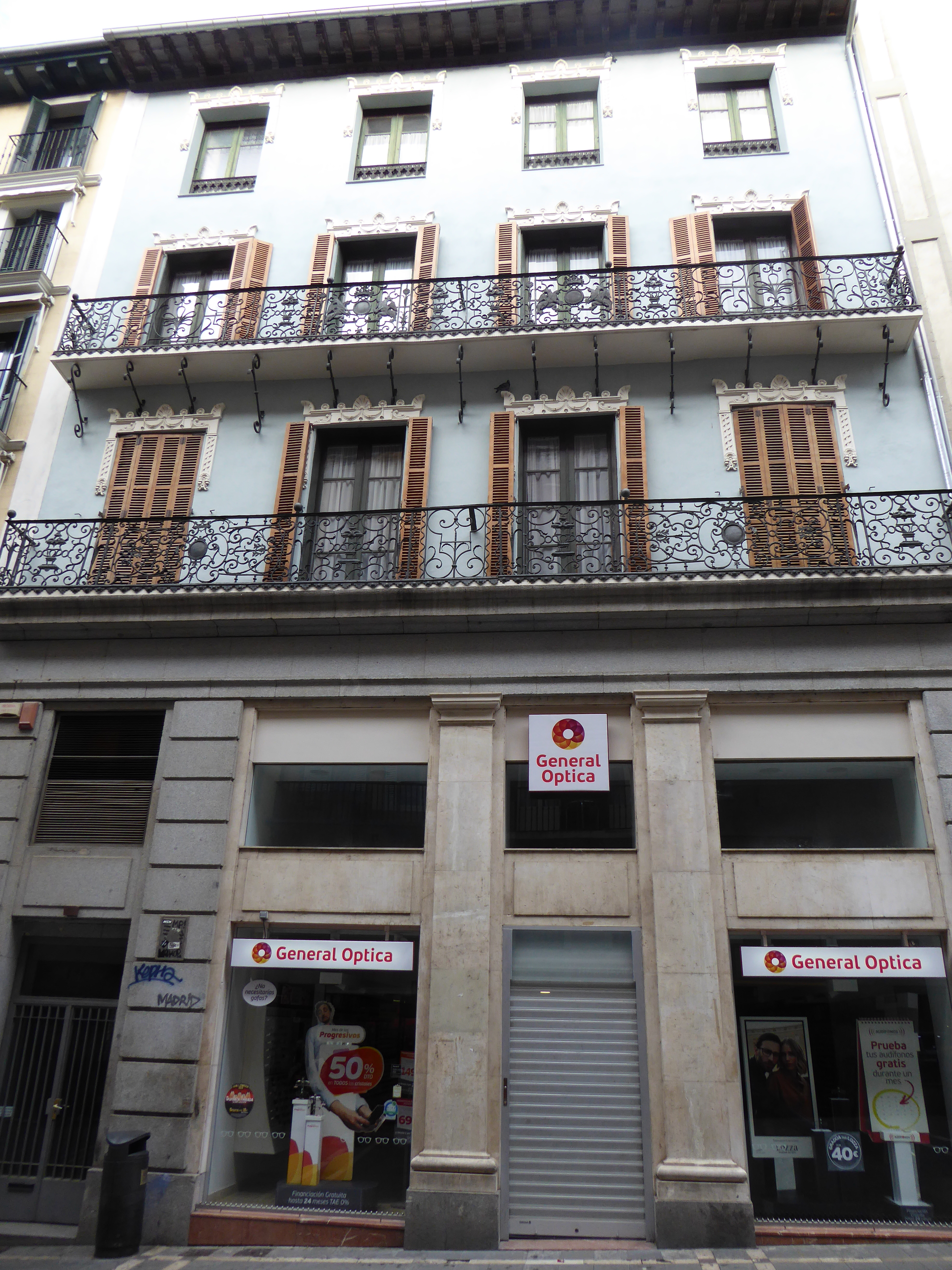
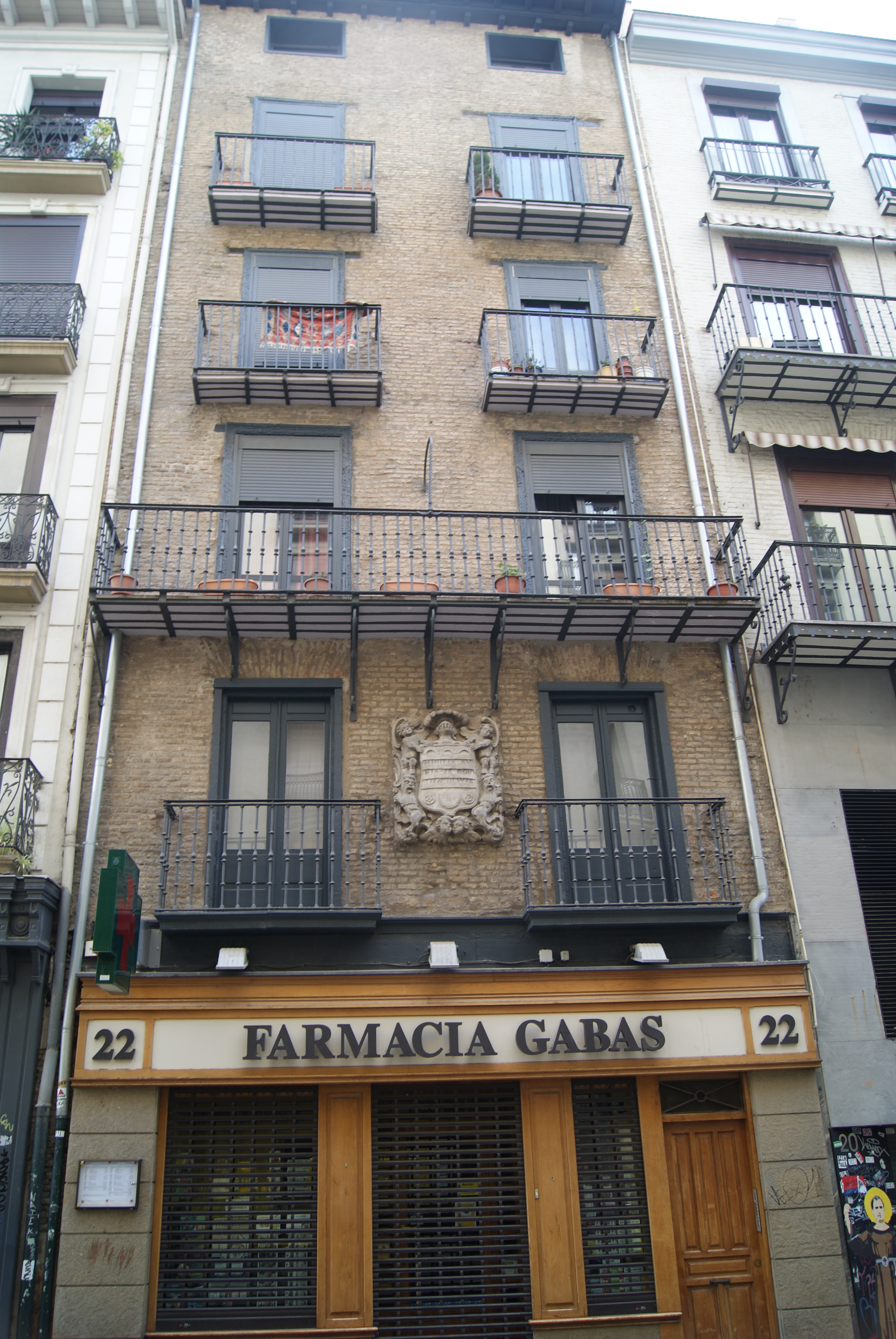
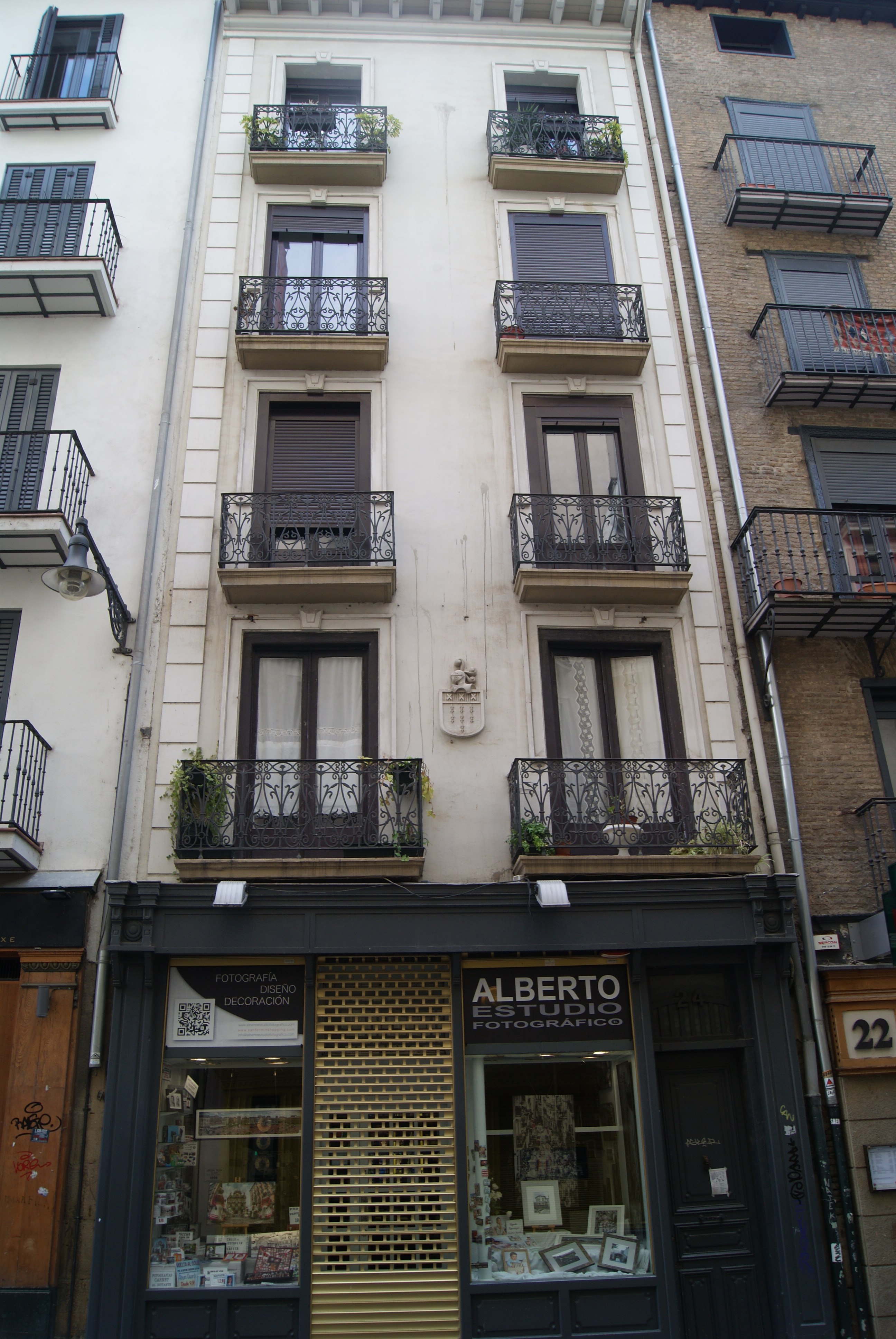
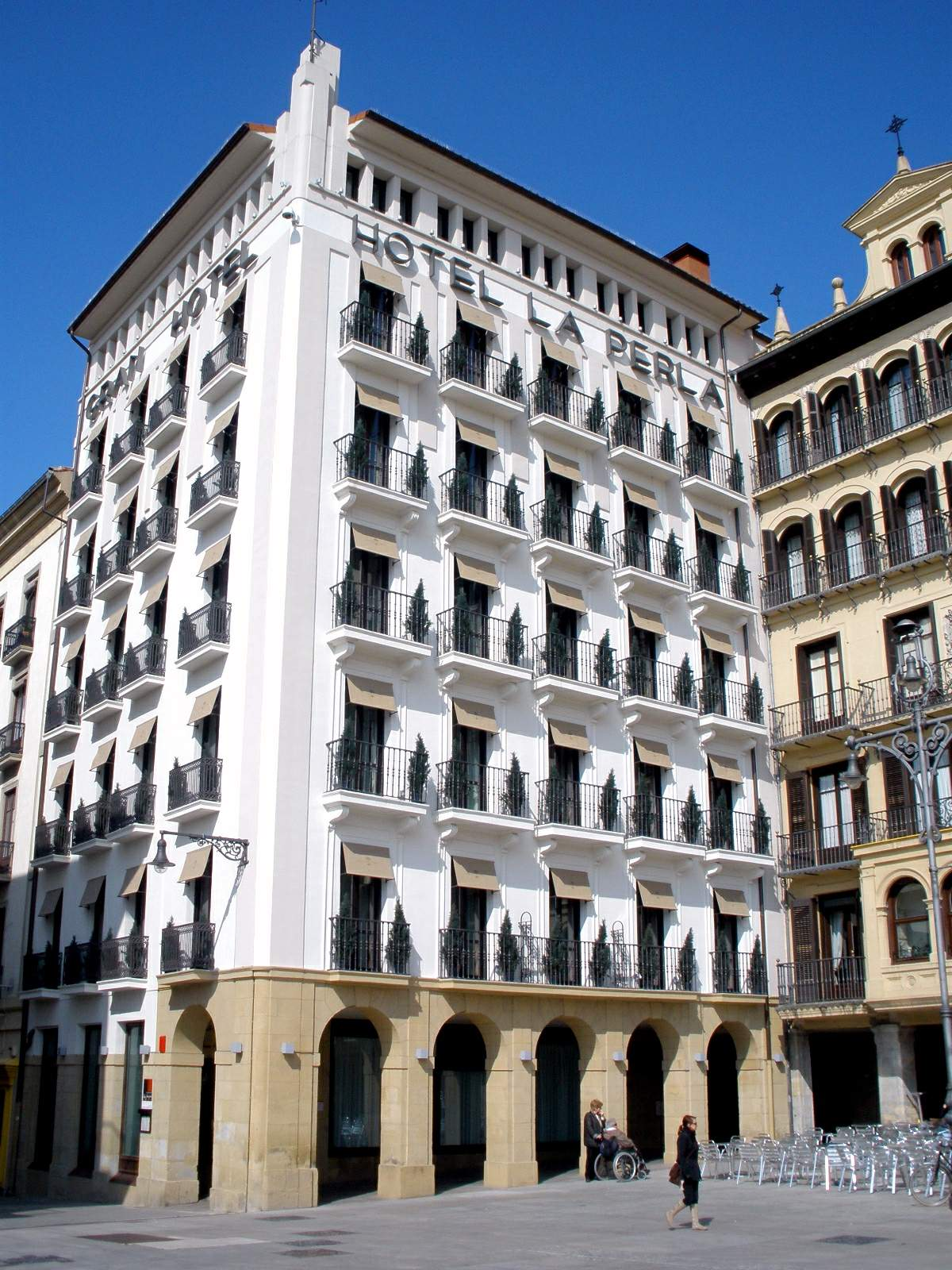